# Libnotes (Libnotes) xanthoneura
Libnotes (Libnotes) xanthoneura is een tweevleugelige uit de familie steltmuggen (Limoniidae). De soort komt voor in het Australaziatisch gebied.